# کارل پلیهال
کارِل پلیهال (چکی: Karel Plíhal؛ زادهٔ ۲۳ آوریل ۱۹۵۸) نوازنده فولک و جاز، خواننده، ترانه سرا و تهیه کننده موسیقی اهل کشور جمهوری چک است.